# HOURGLASS (UVERworldの曲)
「HOURGLASS」（アワーグラス）は、UVERworldの37枚目のシングル。2021年3月10日にgr8!recordsから発売された。

## 背景とリリース
前作「AS ONE」からおよそ1年ぶりとなる2021年第1弾シングル。表題曲の「HOURGLASS」は、2021年3月12日公開の映画『ブレイブ -群青戦記-』の主題歌に使用された。
初回生産限定盤・通常盤の2形態でリリース。初回生産限定盤にはDVDが付属する。

## 収録内容
| 全作詞: TAKUYA∞。 |                              |           |                                                    |                                  |      |
| #                 | タイトル                     | 作詞      | 作曲                                               | 編曲                             | 時間 |
| 1.                | 「HOURGLASS」                | TAKUYA∞   | 信人 / TAKUYA∞ / Yuzuru Kusugo / Satoshi Shibayama | UVERworld & Jeff Miyahara        | 4:02 |
| 2.                | 「Teenage Love」             | TAKUYA∞   | TAKUYA∞ / Ryosuke "Dr.R" Sakai                     | UVERworld & Ryosuke "Dr.R" Sakai | 3:31 |
| 3.                | 「HOURGLASS (Movie Edit)」   | TAKUYA∞   |                                                    |                                  | 3:31 |
| 4.                | 「HOURGLASS (instrumental)」 | TAKUYA∞   |                                                    |                                  | 3:59 |
| 合計時間:         | 合計時間:                    | 合計時間: | 合計時間:                                          | 15:04                            |      |

| #  | タイトル                                                       | 作詞 | 作曲・編曲 |
| -- | -------------------------------------------------------------- | ---- | ---------- |
| 1. | 「HOURGLASS (ARENA LIVE at Yokohama Arena 2020.12.21)」        |      |            |
| 2. | 「ROB THE FRONTIER (ARENA LIVE at Yokohama Arena 2020.12.21)」 |      |            |
| 3. | 「AS ONE (Premium Live on Xmas at Nippon Budokan 2020.12.25)」 |      |            |

## 楽曲解説
HOURGLASS
映画『ブレイブ -群青戦記-』主題歌。『UVERworld ARENA TOUR 2020』にてすでに披露されている。「激しい闘いに身を投じることになる生徒たちへの賛歌ともとれるような楽曲を作って欲しい」と映画製作陣からオファーされ、バンドメンバーと主演の新田真剣佑に親交があったことから実現に至り、未完成版の試写を鑑賞後、楽曲制作を始めた。原曲は信人によるもの。信人のストックから映画に適したフレーズが選ばれた。Yuzuru Kusugo、Satoshi Shibayamaとの共同制作。2021年3月9日、YouTubeにてMVが公開された。
Teenage Love
表題曲と同様、『UVERworld ARENA TOUR 2020』にてすでに披露されていた。
Ryosuke "Dr.R" Sakaiとの共同制作。2021年2月14日にYouTubeにてMVが公開された。
HOURGLASS(Movie Edit)
映画『ブレイブ -群青戦記-』にて実際に使用されたバージョン。
HOURGLASS(instrumental)
表題曲の インストゥルメンタル。